# KK Grafičar Ludbreg
Košarkaški klub "Grafičar" (KK "Grafičar"; K.K. "Grafičar" Ludbreg; KK Grafičar Ludbreg; Grafičar) je muški košarkaški klub iz Ludbrega, Varaždinska županija, Republika Hrvatska. 
 
U sezoni 2024./25. klub se natjecao u Drugoj muškoj košarkaškoj ligi – Sjever, ligi trećeg stupnja prvenstva Hrvatske.

## O klubu
Košarkaški klub "Grafičar" je osnovan početkom 1970-ih, a u registar udruga je upisan 1984. godine. Klubu je dugogodišnji sponzor tiskarsko poduzeće "Grafičar" 
 
Od 2000.-ih "Grafičar" je rodioviti sudionik "A-2 lige – Sjever, u sezoni 2017./18. sudionik "Prve muške lige", a od sezone 2018./19. "Druge muške lige – Sjever". 

## Uspjesi
A-2 liga – Sjever
- prvak: 2013./14.
- doprvak: 2014./15., 2015./16., 2016./17.

B-1 liga – Sjever
- prvak: 2010./11.

## Unutarnje poveznice
- Ludbreg

## Vanjske poveznice
- kkgraficar.hr  Arhivirana inačica izvorne stranice od 11. veljače 2022. (Wayback Machine)
- kkgraficar.hr, wayback arhiva
- KK Grafičar, facebook stranica
- KK GRAFIČAR LUDBREG, facebook stranica
- eurobasket.com, KK Graficar Ludbreg
- ksvz.hr, KK Grafičar  Arhivirana inačica izvorne stranice od 3. travnja 2021. (Wayback Machine)
- basket4kids.net, KK Grafičar Ludbreg
- sportilus.com, Košarkaški klub Grafičar Ludbreg
- basketball.hr, KK Grafičar
- ludbreg.hr, Graficar
- varazdinski.net.hr, KK Grafičar